# Supercoppa italiana 2010 (pallavolo maschile)
La Supercoppa italiana di pallavolo maschile 2010 si è svolta il 29 dicembre 2010: al torneo hanno partecipato due squadre di club italiane e la vittoria finale è andata per la quarta volta al Piemonte Volley.

## Regolamento
Le squadre hanno disputato una gara unica.

## Squadre partecipanti
| Squadra  | Qualificazione                  | Ultima partecipazione    |
| -------- | ------------------------------- | ------------------------ |
| Piemonte | Vincitrice Serie A1 2009-10     | Supercoppa italiana 2006 |
| Trentino | Vincitrice Coppa Italia 2009-10 | Supercoppa italiana 2008 |

## Torneo
| 29 dicembre 2010 PalaRuffini, Torino Durata: 1h:22 - Spettatori: 4 600 | Piemonte | 3 - 0 | Trentino | 25-20, 25-23, 25-22 |